# 阿尔维德·霍尔姆贝里
阿尔维德·霍尔姆贝里（瑞典語：Arvid Holmberg，1886年10月10日—1958年9月11日），瑞典男子体操运动员。他曾获得1908年夏季奥运会体操比赛男子团体全能金牌。

## 家庭
哥哥卡尔·霍尔姆贝里和奥斯瓦尔德·霍尔姆贝里也都是体操运动员。